# NGC 2555
NGC 2555 је спирална галаксија у сазвежђу Хидра која се налази на NGC листи објеката дубоког неба.
Деклинација објекта је + 0° 44' 42" а ректасцензија 8h 17m 56,3s. Привидна величина (магнитуда) објекта NGC 2555 износи 12,5 а фотографска магнитуда 13,3. NGC 2555 је још познат и под ознакама UGC 4319, MCG 0-21-12, CGCG 3-28, IRAS 08153+0054, PGC 23259.